# عملية أرجوس
عملية أرجوس عبارة عن سلسلة من اختبارات الأسلحة النووية ذات الأجواء المنخفضة في الولايات المتحدة وتجارب الصواريخ التي أجريت سراً خلال شهري أغسطس وسبتمبر 1958 فوق جنوب المحيط الأطلسي.

## نبذة
استغرقت اختبارات أرجوس من 27 أغسطس إلى 6 سبتمبر 1958 وتم تنفيذها من قبل وكالة الدفاع النووي. تم إجراء عملية أرجوس بين سلسلة التجارب النووية عملية البسكويت الأولى وعملية البسكويت الثانية.